# Paranapanema (kommun)
Paranapanema är en kommun i Brasilien.   Den ligger i delstaten São Paulo, i den södra delen av landet, 900 km söder om huvudstaden Brasília. Antalet invånare är 17 810.
Följande samhällen finns i Paranapanema:
- Paranapanema

I omgivningarna runt Paranapanema växer i huvudsak städsegrön lövskog. Runt Paranapanema är det glesbefolkat, med 16 invånare per kvadratkilometer.